# Lovka
Lovka este un sat din municipiul Podgorica, Muntenegru. Conform datelor de la recensământul din 2003, localitatea are 59 de locuitori (la recensământul din 1991 erau 169 de locuitori).

## Demografie
În satul Lovka locuiesc 44 de persoane adulte, iar vârsta medie a populației este de 36,0 de ani (38,6 la bărbați și 33,9 la femei). În localitate sunt 14 gospodării, iar numărul mediu de membri în gospodărie este de 4,21.
|  |

| Demografie | Demografie | Demografie |
| An         | Locuitori  | Locuitori  |
| ---------- | ---------- | ---------- |
|            |            |            |
|            |            |            |
|            |            |            |
|            |            |            |
| 1948       | 245        |            |
| 1953       | 200        |            |
| 1961       | 212        |            |
| 1971       | 255        |            |
| 1981       | 232        |            |
| 1991       | 169        | 90         |
| 2003       | 92         | 59         |

| \| Componența etnică conform recensământului din 2003[2] \| Componența etnică conform recensământului din 2003[2] \| Componența etnică conform recensământului din 2003[2] \| Componența etnică conform recensământului din 2003[2] \| Componența etnică conform recensământului din 2003[2] \| \| ----------------------------------------------------- \| ----------------------------------------------------- \| ----------------------------------------------------- \| ----------------------------------------------------- \| ----------------------------------------------------- \| \| \| \| \| \| \| \| Albanezi \| Albanezi \| \| 59 \| 100% \| \| necunoscută \| necunoscută \| \| 0 \| 0% \| |             |  |    |      |
| Componența etnică conform recensământului din 2003 |             |  |    |      |
| |             |  |    |      |
| Albanezi | Albanezi    |  | 59 | 100% |
| necunoscută | necunoscută |  | 0  | 0%   |